# Supercoppa tedesca 2019 (pallavolo maschile)
La Supercoppa tedesca 2019 si è svolta il 20 ottobre 2019: al torneo hanno partecipato due squadre di club tedesche e la vittoria finale è andata per la prima volta al Charlottenburg.

## Regolamento
Le squadre hanno disputato una gara unica.

## Squadre partecipanti
| Squadra         | Qualificazione                       | Ultima partecipazione   |
| --------------- | ------------------------------------ | ----------------------- |
| Charlottenburg  | Vincitrice 1.Bundesliga 2018-19      | Supercoppa tedesca 2018 |
| Friedrichshafen | Vincitrice Coppa di Germania 2018-19 | Supercoppa tedesca 2018 |

## Torneo
| 20 ottobre 2019 TUI Arena, Hannover Durata: 1h:14 - Spettatori: 4 535 | Charlottenburg | 3 - 0 | Friedrichshafen | 25-20, 25-18, 25-15 |